# Коломієць Юрій Панасович
Юрій Панасович Коломієць (25 жовтня 1925, село Христинівка Київської губернії, тепер місто Христинівського району Черкаської області — 2 квітня 2014, місто Київ) — український радянський партійний діяч, 1-й заступник голови Ради Міністрів Української РСР. Кандидат у члени ЦК КПУ у 1976 — травні 1980 року. Член ЦК КПУ в травні 1980—1990 року. Кандидат у члени Політбюро ЦК КПУ у травні 1980 — червні 1990 р. Депутат Верховної Ради УРСР 10—11-го скликань. Депутат Верховної Ради СРСР 10—11-го скликань (у 1980—1989 роках). Народний депутат СРСР у 1989—1991 р. Кандидат у члени ЦК КПРС у 1981—1990 р.

## Біографія

Могила Юрія Коломійця, Байкове кладовище

Народився в родині селянина-бідняка. У 1944—1948 роках — служба у лавах Радянської армії. Учасник німецько-радянської війни. Служив у військових частинах 3-го Білоруського і 1-го Далекосхідного фронтів.
Трудову діяльність розпочав у 1948 році лаборантом пункту «Головзаготсортзерно» Христинівського району Київської області.
Член КПРС з 1953 року.
У 1954 році закінчив Уманський сільськогосподарський інститут імені Горького.
У 1954—1958 роках — агроном колгоспу Уманського району, головний агроном Соколівської машинно-тракторної станції (МТС) Маньківського району Черкаської області. У 1958—1959 роках — начальник Бабанської районної сільськогосподарської інспекції Черкаської області.
У 1959—1962 роках — заступник голови виконавчого комітету Бабанської районної ради депутатів трудящих; 2-й секретар Бабанського районного комітету КПУ; голова виконавчого комітету Гельм'язівської районної ради депутатів трудящих; 1-й секретар Гельм'язівського районного комітету КПУ Черкаської області. У 1962—1963 роках — начальник Драбівського районного виробничого колгоспно-радгоспного управління Черкаської області.
У 1963—1965 роках — завідувач сільськогосподарського відділу Черкаського обласного комітету КПУ.
18 вересня 1965 — 16 червня 1970 року — секретар Черкаського обласного комітету КПУ.
У 1970—1972 роках — заступник міністра сільського господарства Української РСР. У 1972—1977 роках — 1-й заступник міністра сільського господарства Української РСР.
8 квітня 1977 — 26 березня 1979 року — міністр радгоспів Української РСР. З 1979 року — член президії Південного відділення Всесоюзної академії сільськогосподарських наук імені Леніна.
У березні 1979 — травні 1980 року — 1-й заступник голови Держплану Української РСР.
28 травня 1980 — 1990 року — 1-й заступник голови Ради Міністрів Української РСР. Одночасно, 26 листопада 1985 — 20 жовтня 1989 року — голова Державного агропромислового комітету Української РСР.
З 1990 року — на пенсії. Помер на 89-му році життя 2 квітня 2014 року в місті Києві. Похований на Байковому кладовищі (ділянка № 33, 50°25′8.60″ пн. ш. 30°30′11.60″ сх. д. / 50.4190556° пн. ш. 30.5032222° сх. д.).

## Нагороди
- два ордени Леніна
- орден Жовтневої Революції
- три ордени Трудового Червоного Прапора
- орден Вітчизняної війни II ступеня
- медалі
- Почесна грамота Президії Верховної Ради Української РСР